# Трупсбург (Нью-Йорк)
Трупсбург (англ. Troupsburg) — місто (англ. town) в США, в окрузі Стубен штату Нью-Йорк. Населення — 1017 осіб (2020).

## Демографія
Згідно з переписом 2010 року, у місті мешкала 1291 особа в 416 домогосподарствах у складі 315 родин. Було 605 помешкань
Расовий склад населення:
| - 98,4 % — білих - 1,1 % — чорних або афроамериканців - 0,2 % — азіатів - 0,1 % — корінних американців |

До двох чи більше рас належало 0,3 %. Частка іспаномовних становила 0,9 % від усіх жителів.
За віковим діапазоном населення розподілялося таким чином: 36,0 % — особи молодші 18 років, 52,7 % — особи у віці 18—64 років, 11,3 % — особи у віці 65 років та старші. Медіана віку мешканця становила 31,2 року. На 100 осіб жіночої статі у місті припадало 103,6 чоловіків;  на 100 жінок у віці від 18 років та старших — 108,1 чоловіків також старших 18 років.
Середній дохід на одне домашнє господарство  становив 56 682 долари США (медіана — 52 375), а середній дохід на одну сім'ю — 57 584 долари (медіана — 54 063). Медіана доходів становила 40 089 доларів для чоловіків та 32 438 доларів для жінок. За межею бідності перебувало 24,2 % осіб, у тому числі 42,1 % дітей у віці до 18 років та 7,3 % осіб у віці 65 років та старших.
Цивільне працевлаштоване населення становило 482 особи. Основні галузі зайнятості: освіта, охорона здоров'я та соціальна допомога — 17,8 %, сільське господарство, лісництво, риболовля — 17,8 %, виробництво — 15,1 %.